# Animal Crossing: New Horizons
Animal Crossing: New Horizons (あつまれ どうぶつの森 ‘’Atsumare Dōbutsu no Mori’’) es un videojuego de simulación social desarrollado y publicado por Nintendo para Nintendo Switch, cuya fecha de lanzamiento mundial fue el 20 de marzo de 2020. Es la novena entrega de la saga Animal Crossing (incluyendo su edición para dispositivos móviles) y la quinta dentro de los videojuegos principales.
New Horizons recibió alabanzas por parte de la crítica, que destacaron su jugabilidad y las opciones de personalización, considerándolo el mejor juego de la franquicia en ese aspecto. Las críticas se centraron en un diseño artístico menos realista y un soporte de actualizaciones muy breve. El juego se convirtió en un éxito comercial, vendiendo más de 43 millones de unidades a fecha de 30 de septiembre de 2023. Estos datos lo ubican como el título más vendido de la saga (triplicando al segundo juego más vendido: New Leaf) así como el segundo videojuego más vendido de la consola Nintendo Switch, únicamente por detrás de Mario Kart 8 Deluxe. Parte de su éxito ha sido atribuido a su lanzamiento en pleno confinamiento por la pandemia de COVID-19, donde fue utilizado como sustituto de las interacciones sociales, tales como bodas o ceremonias de graduación, así como campañas políticas o incluso protestas virtuales.
El 5 de noviembre de 2021 recibió su primera y única expansión de pago, misma fecha en la que terminó el soporte de actualizaciones gratuitas. Dicha expansión se encuentra incluida en la suscripción de Nintendo Switch Online + Paquete de Expansión, aunque puede adquirirse por separado.

## Jugabilidad
Como en entregas previas de la serie Animal Crossing, New Horizons es un videojuego no lineal de simulación de vida a tiempo real. El jugador asume el papel de un personaje personalizable que se mueve por una isla desierta tras comprar un pack de vacaciones a Tom Nook, un mapache recurrente en la serie. El juego procede a una forma de jugar infinita mientras el jugador explora la isla, y desarrolla una comunidad de animales antropomórficos. De forma similar a la entrega spin-off de 2017 Animal Crossing: Pocket Camp, el juego introduce un sistema de elaboración que permite al usuario convertir materiales en herramientas y muebles, que pueden ser usados para decorar el interior y exterior de lugares. El juego deja que el jugador personalice a su gusto el personaje y no divide tipos de peinado o características faciales por géneros. Los jugadores podrán, además, elegir su color de piel, una opción que debutó en el spin-off de 2015 Animal Crossing: Happy Home Designer.
Las millas Nook, un nuevo tipo de moneda que se consigue realizando determinadas tareas, pueden usarse para adquirir objetos premium. Los jugadores pueden invitar a animales a vivir en su isla y tendrán la opción de elegir o influenciar dónde el animal construye su casa. El tiempo del juego se puede ajustar al hemisferio norte o sur, dependiendo de la localización del jugador, la primera vez que se da esta opción en la serie Animal Crossing. Adicionalmente debuta el tiempo ventoso, que se expresa en el movimiento de la hojas de los árboles.
New Horizons permite la cooperatividad tanto local como en línea. Por primera vez, el límite de jugadores simultáneos visitando un pueblo se eleva de 4 a 8.  El juego no estará conectado directamente con Animal Crossing: Pocket Camp, aunque habrá objetos que compartan los dos juegos.

## Desarrollo
El proceso de desarrollo de una entrega de Animal Crossing para Nintendo Switch fue confirmado en un Nintendo Direct el 13 de septiembre de 2018, con una fecha de lanzamiento no especificada en 2019. Nintendo lanzó el título del juego y su primer tráiler en el E3 2019 Nintendo Direct el 11 de junio de 2019. La compañía también señaló que el juego se retrasaría hasta 2020, declarando, "para asegurar que el juego sea lo mejor de sí mismo, tenemos que pedirte que esperes un poco más." El presidente de ‘’Nintendo of America’’, Doug Bowser citó el deseo de evitar el agotamiento del equipo de desarrolladores y mantener un balance vida-trabajo saludable para los empleados de Nintendo como principal razón del retraso.
La directora Aya Kyogoku y el productor Hisashi Nogami declararon que habían elegido una “isla desierta” para diferenciar esta entrega de las otras, que se establecieron en pueblos, y para permitir más libertad al jugador para poder modificar su mundo. Se confirmó la aparición de Canela y Rese T. Ado en New Horizons, aunque Rese T. tendría una diferente función, ya que el sistema de autoguardado del juego elimina la posibilidad de resetear el juego.
En el Nintendo Direct de septiembre de 2019 se mostró un vídeo de cinco minutos hablando en más detalle sobre lo que ya se conocía del juego. En los siguientes meses diferentes capturas y Artworks del juego fueron publicados, una de ellas confirmaba que el juego estaría completamente traducido al español latino, en lugar de mantener la localización española con pequeños cambios.
En enero, un tráiler de 30 segundos fue publicado, en el cual se mostraba el arte de la caja del juego. Este arte revelaba nuevos detalles, como la isla de Fauno y la vestimenta de Canela en el juego.
El 20 de febrero se emitió un Nintendo Direct de 25 minutos enfocado totalmente en Animal Crossing: New Horizons, en el que se reveló mucha nueva información, incluyendo la aparición de las tiendas Hermanas Manitas, Nook's Crany y el museo, la opción de personalizar el terreno, la función de Canela en el juego, la compatibilidad con el servicio de Nintendo Switch Online, entre otros.

## Recepción
En los informes financieros de la compañía del 31 de diciembre de 2020  que corresponden al tercer trimestre de su año fiscal, Nintendo dio a conocer los resultados de las ventas más exitosas de la compañía, figurando Animal Crossing: New Horizons como el segundo juego más vendido con 31,18 millones de unidades vendidas, seguido por otro juego de Nintendo, Mario Kart 8 Deluxe, acumulando en el año fiscal una cantidad de 33,41 millones de ventas desde su relanzamiento en 2017.

En octubre de 2023, Nintendo actualizó por última vez el número de ventas del título, que cuenta con 43,38 millones de unidades vendidas, solo siendo superado por Mario Kart 8 Deluxe, que acumula 49,00 millones de ventas.

## Curiosidades
Una serie manga Atsumare Dōbutsu no Mori: Nonbiri Shima Dayori, empezó a publicarse en la revista Ciao el 28 de diciembre de 2019. Escrito e ilustrado por Minori Katō, el manga cuenta la historia de Hana, quien se muda a una isla sin población.